# Betsy Westendorp-Osieck

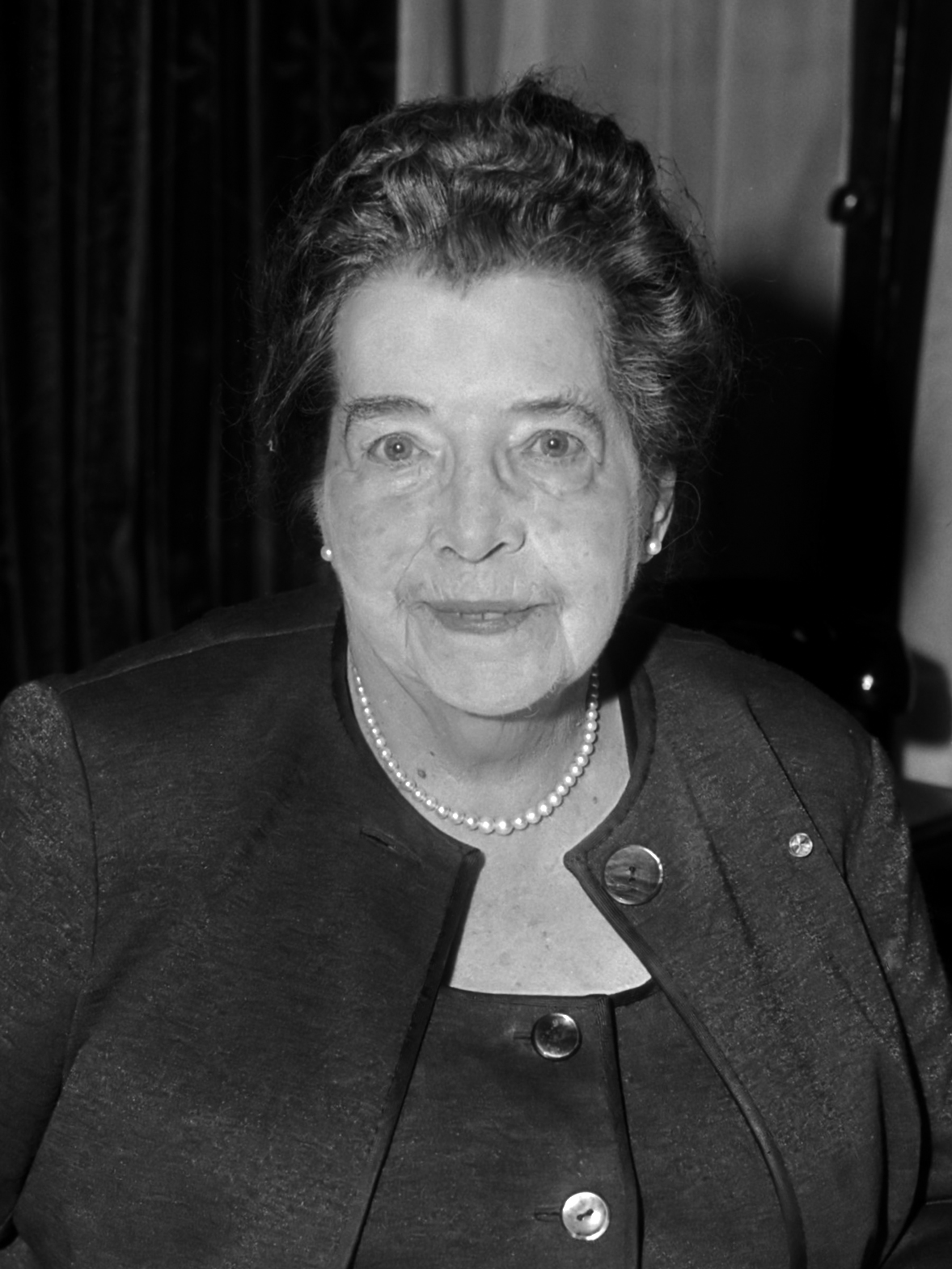
Betsy Westendorp-Osieck (1965)

Betsy Westendorp-Osieck (* 29. Dezember 1880 in Amsterdam; † 1. März 1968 ebenda) war eine niederländische Malerin und Mitglied der Amsterdamse Joffers.

## Leben
Johanna Elisabeth (Betsy) Westendorp-Osieck wurde 1880 als Tochter Philip Willem Osiecks und Catharina Agnes Briels geboren. Sie wurde an der Teekenschool voor den Werkenden Stand in Amsterdam und später an der Reichsakademie in Amsterdam ausgebildet. Vor ihrer Ausbildung hatte sie bereits Unterricht bei Lizzy Ansingh.
Westendorp malte viele Porträts. Als Radiererin fertigte sie zehn Illustrationen in „Old Amsterdam Garden Houses“ an, die 1923 von Bernard Houthakker veröffentlicht wurden. 1932 erschien ihre Sammlung von Radierungen alter holländischer Verblendsteine. Die Arbeit von Westendorp-Osieck wurde mehrfach ausgezeichnet, während der Ausstellung De Vrouw 1813–1913 wurde ihr Beitrag mit einer Silbermedaille ausgezeichnet. 1915 gewann sie den Willink van Collenprijs, 1930 den Sint Lucas-Preis, 1936 die Goldmedaille der Königin und die Goldmedaille bei der Weltausstellung 1937 in Paris. Westendorp-Osieck starb im März 1968 im Alter von 87 Jahren in ihrer Heimatstadt Amsterdam.

## Mitgliedschaften
- Arti et Amicitiae
- Sint Lucas
- Pulchri Studio, Den Haag
- Hollandse Aquarellisten Kring

## Auszeichnungen und Ehrungen (Auswahl)
- 1915: Willink van Collenprijs
- 1930: St. Lucasprijs

## Werkeschau (Auswahl)
- Centraal Museum, Utrecht
- Musée du Jeu de Paume, Paris
- Gemeentemuseum Den Haag
- Museum Boijmans Van Beuningen, Rotterdam
- Rijksmuseum Amsterdam
- Van Abbemuseum, Eindhoven